# Windows Media Player
Windows Media Player er en proprietært medieafspiller udviklet af Microsoft til afspilning af lyd og film samt visning af billeder på personlige computere, der kører styresystemerne Microsoft Windows, Pocket PC og Windows Mobile.  Der har også været udgivet versioner af programmet til styresystemerne Apple Macintosh og Solaris, men udviklingen til disse er ophørt.